# Mollier-h-x-Diagramm
|  | Dieser Artikel wurde aufgrund von Mängeln auf der Qualitätssicherung Naturwissenschaften eingetragen. Dies geschieht, um die Qualität der Artikel aus den übergreifenden Themengebieten der Naturwissenschaften auf ein akzeptables Niveau zu bringen. Dabei können Artikel gelöscht werden, die nicht signifikant verbessert werden können. Hilf mit, die Mängel dieses Artikels zu beseitigen, und beteilige dich an der Diskussion. |

Mollier-h,x-Diagramm:
blau: relative Luftfeuchtigkeit; rot: Temperatur in Celsius; grün: Dichte; Schwarz, von links oben nach rechts unten: Isothalpen Linien, bei denen die Verdampfungsenthalpie oder Verdampfungswärme gleich ist; Schwarz, senkrechte Linien: absolute Luftfeuchtigkeit in kg/kg

Das Mollier-h,x-Diagramm (früher i-x-Diagramm) nach Richard Mollier, Enthalpie-Feuchtegrad-Diagramm, ermöglicht es, Zustandsänderungen feuchter Luft durch Erwärmung, Befeuchtung, Entfeuchtung, Kühlung und Mischung verschiedener Luftmengen zu beschreiben. Es gilt für einen bestimmten Luftdruck {\displaystyle p} (in der Regel für den atmosphärischen Luftdruck, z. B. 100 kPa), also für isobare Zustandsänderungen.
Die Größen Temperatur, Luftfeuchtigkeit, Enthalpie und Dichte können unmittelbar abgelesen werden. Zustandsänderungen können auf grafischem Wege ermittelt werden. Das Diagramm wurde 1923 von Richard Mollier vorgeschlagen (siehe auch Psychrometrie).

## Aufbau des Diagrammes
Das Mollier-h,x-Diagramm wird in einem schiefwinkligen Koordinatensystem dargestellt. Durch die Wahl des schiefwinkligen Koordinatensystems wird die Ablesegenauigkeit für das – für die technische Anwendung wichtige – ungesättigte Gebiet der feuchten Luft erhöht.  Zur Konstruktion des von Mollier vorgeschlagenen schiefwinkligen Diagramms wird ein rechtwinkliges h-x-Diagramm so weit im Uhrzeigersinn gedreht, bis die Isotherme {\displaystyle t=0} im ungesättigten Gebiet der feuchten Luft waagerecht verläuft. Dies ist bei einem Winkel von der Größe der spezifischen Verdampfungsenthalpie {\displaystyle r_{0}} der Fall. Der genaue Winkel auf dem Papier oder Bildschirm ergibt sich aus der Skalierung der {\displaystyle h} und {\displaystyle x}-Achse. Doch verlaufen Linien konstanter spezifischer Enthalpie {\displaystyle h} (Isenthalpen) von links oben nach rechts unten, dennoch ist {\displaystyle h} die Ordinate; sie wird einfach gestreckt. Die Linien konstanten Feuchtegrades {\displaystyle x} verlaufen senkrecht.
Die waagrechte Achse (Abszisse), auf welcher der Wassergehalt {\displaystyle x} abgetragen ist, ist eine Hilfsachse. Die zur spez. Enthalpie rechtwinklige Achse verläuft ja parallel zu den Isenthalpen nach rechts schräg unten. Auf der waagrechten Achse erscheinen die {\displaystyle x}-Werte daher gestaucht. Bei gleicher Skalierung von Abszisse und Ordinate erscheint der ungesättigte Bereich im Vergleich zum rechtwinkligen Diagramm wesentlich grösser. Dies ist der Hauptvorteil der Mollier-Darstellung.
An der senkrechten Achse (Ordinate) wird die spezifische Enthalpie {\displaystyle h} aufgetragen. Meist wird gleichzeitig die Temperatur an der Ordinate dargestellt. Die Isothermen verlaufen jedoch mit Ausnahme von {\displaystyle t=0} nicht waagrecht: Bei positiven Temperaturen verlaufen sie leicht nach rechts oben, bei negativen nach unten. Die Temperaturdarstellung ist daher genau genommen keine Achsenbeschriftung, sondern die Legende zu einer Kurvenschar.
Als zweite x-Achse kann der Partialdruck des Wasserdampfes {\displaystyle p_{\text{w}}} angegeben werden, da dieser nur vom Wassergehalt {\displaystyle x} und vom Luftdruck {\displaystyle p} abhängig ist.
Im Diagramm sind Kurvenscharen für die Lufttemperatur {\displaystyle t}, die Dichte der feuchten Luft {\displaystyle \rho _{\text{f}}} und die relative Feuchte {\displaystyle \phi } angegeben.
Bei einigen Diagrammen ist umlaufend ein sog. Randmaßstab mit dem Verhältnis Änderung der spezifischen Enthalpie zur Änderung des Feuchtegrades {\displaystyle {\frac {\Delta h}{\Delta x}}} dargestellt. Die Indexstriche im Randmaßstab sind nicht parallel, sondern haben ihren Pol im Nullpunkt {\displaystyle t=0,x=0}.Mit Hilfe des Randmaßstabes können Zustandsänderungen einfach grafisch dargestellt werden, z. B. die Zustandsänderung bei Dampfbefeuchtung.
Der Index {\displaystyle 1+x} gibt an, dass sich die Enthalpie der feuchten Luft {\displaystyle H_{\text{fL}}} zusammensetzt aus der Enthalpie der trockenen Luft {\displaystyle H_{\text{tL}}} und der Enthalpie des Wassers {\displaystyle H_{\text{W}}}. Als Bezugsgröße wird die Masse der trockenen Luft {\displaystyle m_{\text{tL}}} gewählt.
{\displaystyle h_{\text{1+x}}={\frac {H_{\text{fL}}}{m_{\text{tL}}}}={\frac {H_{\text{tL}}+H_{\text{W}}}{m_{\text{tL}}}}=h_{\text{tL}}+x\cdot h_{\text{W}}}
{\displaystyle x={\frac {m_{\text{W}}}{m_{\text{tL}}}}}

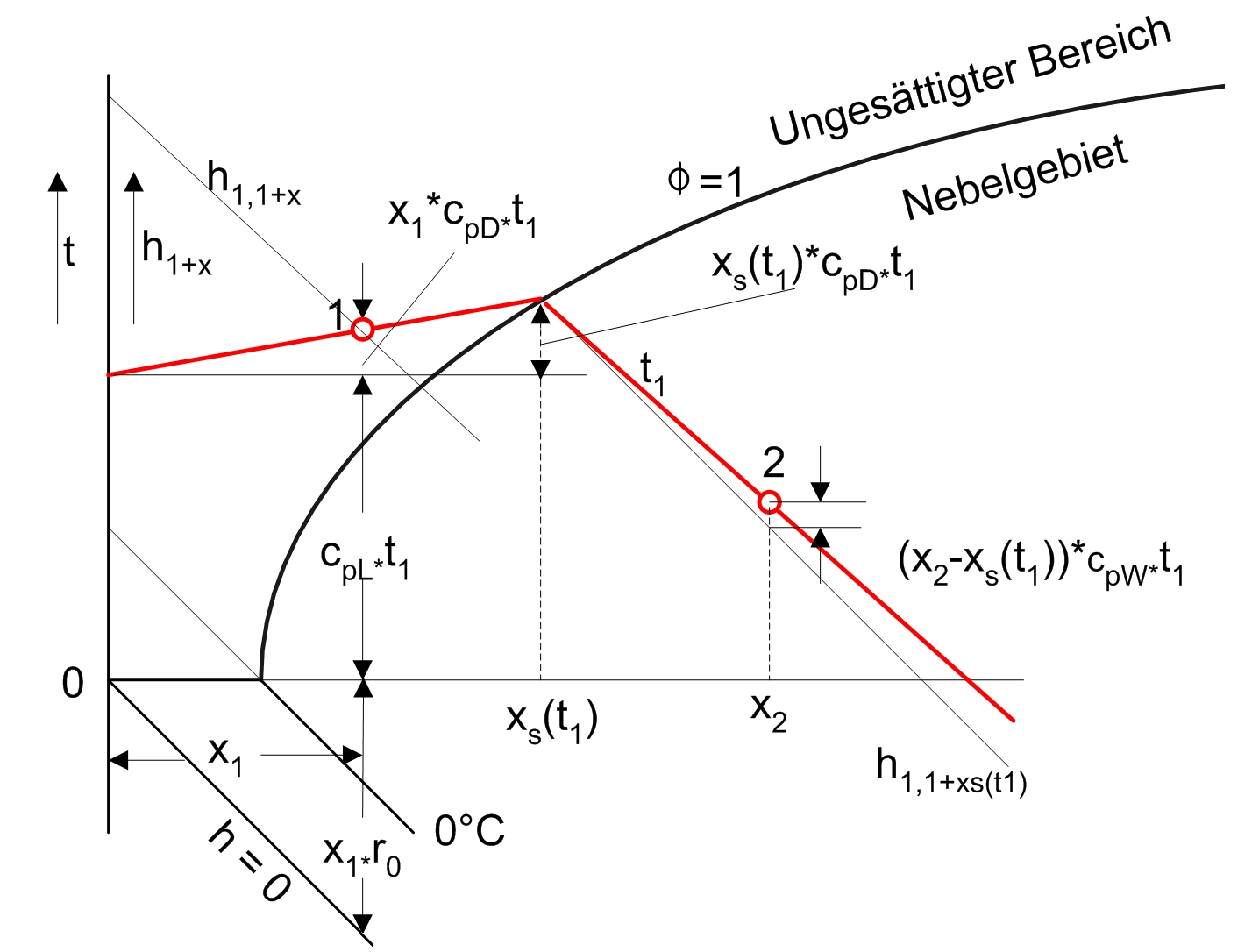
Aufbau des h,x-Diagrammes. Das Bild zeigt die Enthalpieanteile für zwei Zustände mit gleicher Temperatur auf der rot gezeichneten Isotherme.
Punkt 1 liegt im Gebiet der ungesättigten Luft,
Punkt 2 im Nebelgebiet.
Die Symbole bedeuten: h = spezifische Enthalpie in kJ/kg, s = Sättigungszustand, t = Temperatur in °C, c = spezifische Wärmekapazität in kJ/kg·K und x = Wassergehalt in g/kg. Der Index p steht für konstanten Druck (in der Regel 1 bar), die Indexerweiterungen sind L für Luft, D für Wasserdampf und W für flüssiges Wasser. Schließlich ist noch als Verdampfungsenthalpie bei 0 °C zu nennen.

Die Linien gleicher Temperatur (Isothermen) steigen bei positiven Celsius-Temperaturen im Gebiet der ungesättigten Luft leicht an, nämlich um den Anteil der thermischen Energie des Wasserdampfes. Im Sättigungspunkt (relative Feuchte φ = 1) knicken die Linien nach unten ab, weil über den maximalen Dampfanteil hinaus Wasser dann nur noch flüssig in Form von kleinen Wassertropfen (Nebel) in der Luft enthalten sein kann. Die Isotherme weicht im Nebelgebiet nur noch um die geringe thermische Energie des zusätzlichen Wasseranteils von der durch den Sättigungspunkt laufenden Isenthalpen ab. In der Regel wählt man eine lineare Skalierung beider Achsen. Dann liegt der Ursprung des Diagrammes bei 0 °C für trockene Luft ({\displaystyle x=0}). Vereinzelt sieht man Diagramme mit logarithmischer x-Achse, dort setzt man den Ursprung auf einen kleinen positiven x-Wert.
Im Gebiet der ungesättigten Luft gibt es nun Kurven gleicher relativer Luftfeuchte φ, die durch eine gleichmäßige Teilung der jeweiligen Isothermenabschnitte zwischen φ = 0 und φ = 1 entstehen. Die relative Luftfeuchtigkeit wird also immer geringer, je wärmer die Luft wird, wenn sich die Wassermenge x nicht ändert.
Berechnungsalgorithmen zur Erstellung eines h,x-Diagrammes für feuchte Luft, die sich auch zur Erstellung von Rechenprogrammen bzw. von Makros für die Zustands- und Stoffwerte der trockenen sowie feuchten Luft (spezifische Wärmekapazität, Wärmeleitfähigkeit, Viskosität, Temperaturleitfähigkeit, Prandtlzahl) eignen, finden sich in "Bernd Glück: Zustands- und Stoffwerte (Wasser, Dampf, Luft) und Verbrennungsrechnung".
Für die praktische Anwendung werden die Enthalpienullpunkte für trockene Luft und Wasser wie folgt festgelegt: bei Temperatur 0 °C gilt für trockene Luft {\displaystyle h_{\text{l}}=0} und siedendes Wasser {\displaystyle h'_{\text{w}}=0}.

## Umrechnung auf anderen Gesamtdruck
Ein h,x-Diagramm ist nur für einen bestimmten Gesamtdruck {\displaystyle p} gültig. Die Isothermen verändern sich bei Druckänderungen – bei idealen Gasen – nicht. Die relative Feuchte {\displaystyle \phi } ändert sich proportional mit dem Gesamtdruck. Die Umrechnung auf andere Gesamtdrücke erfolgt mit nachstehender Gleichung:
{\displaystyle {\frac {p_{\text{vorh}}}{p_{\text{Diagr}}}}={\frac {\phi _{\text{vorh}}}{\phi _{\text{Diagr}}}}}
Analog müssen auch die Dampfdichte und der Dampfdruck umgerechnet werden.

## Beispiele zur Anwendung

### Vorgänge im Diagramm darstellen

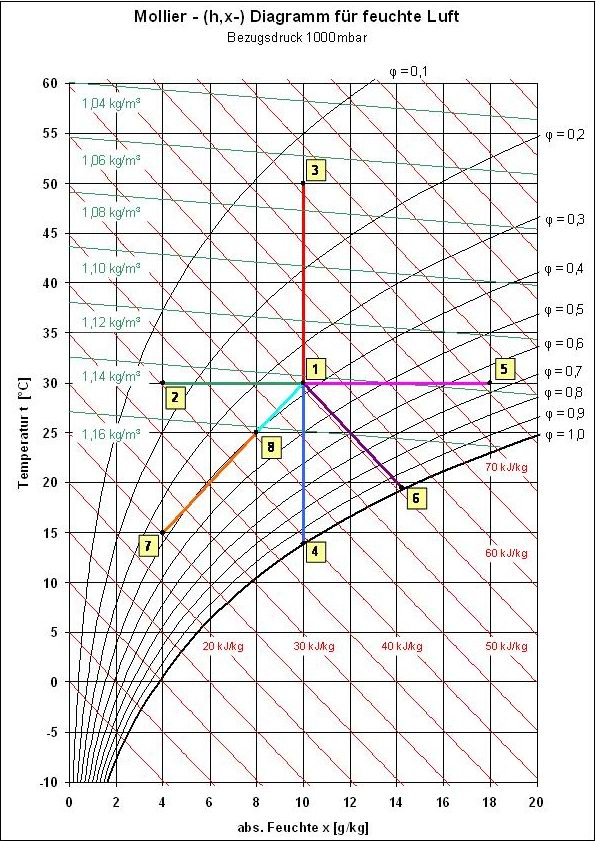
stark vereinfachtes h,x-Diagramm mit Darstellung relevanter Luftbehandlungsprozesse

Zur Benutzung des Diagramms müssen mindestens zwei Größen bekannt sein, die anderen lassen sich daraus ableiten: Trockenkugeltemperatur, Taupunkttemperatur, Feuchtkugeltemperatur, relative Feuchte φ, absolute Feuchte, spezifische Enthalpie und Dichte.
Von einem Punkt im Diagramm, zum Beispiel 30 °C; 10 g/kg (Punkt 1), lassen sich folgende Informationen ableiten:
- Trockenkugeltemperatur: wird waagrecht direkt an der Ordinate abgelesen (30 °C).
- Taupunkttemperatur: senkrecht nach unten bis zur Taulinie folgen. Dann die Temperatur auf der Ordinate ablesen (13,9 °C; 10 g/kg [Punkt 4]).
- Feuchtkugeltemperatur: entlang der Isenthalpen bis zur Sättigung. Dann die Temperatur auf der Ordinate ablesen (19,5 °C; 14,2 g/kg [Punkt 6]).
- Relative Feuchte: hyperbolische Linien, die durch die Taulinie begrenzt werden (37 %r.F.).
- Absolute Feuchte: wird direkt an der Abszisse abgelesen (10 g/kg).
- Spezifische Enthalpie: Die Isenthalpen sind Linien gleicher spezifischer Enthalpie (im Bild lila [56 kJ/kg]).
- Dichte: Die Linien gleicher Dichte verlaufen mit leichtem Gefälle von links nach rechts (im Bild grün [1,143 kg/m³]).

Zustandsänderungen im Mollier-h,x-Diagramm darstellen:
- Erhitzen: Bei Erhitzen der Luft verschiebt sich der Zustandspunkt vertikal nach oben, zum Beispiel von 30 °C auf 50 °C (Punkt 1 nach Punkt 3).
- Kühlen (ohne Kondensation): Bei Kühlen der Luft verschiebt sich der Zustandspunkt vertikal nach unten, entgegengesetzt zur Erwärmung.
- Befeuchten (1): Bei Befeuchten der Luft verschiebt sich der Zustandspunkt nach rechts, zum Beispiel von Punkt 1 nach Punkt 5. Das ist ein recht theoretischer Vorgang, der lediglich annähernd durch die Befeuchtung mit relativ kaltem Dampf erzielt wird.
- Befeuchten (2): Bei adiabater Befeuchtung, zum Beispiel durch einen Sprühbefeuchter, verschiebt sich der Zustandspunkt entlang der Isenthalpen (von Punkt1 nach Punkt 6) in Richtung Taulinie.
- Entfeuchten: Bei Entfeuchten der Luft verschiebt sich der Zustandspunkt nach links (Punkt 2). Meist ist dieser Vorgang jedoch mit einer Temperaturänderung verbunden. Beim Entfeuchten durch Kondensation verschiebt sich der Punkt nach links unten, bei einer sorptiven Entfeuchtung nach links oben.
- Mischen von Luftströmen: Die Darstellung eines Mischprozesses unterschiedlicher Luftströme erfolgt mittels des „Gesetzes der abgewandten Hebel“.

Am anschaulichsten für diese Vorgehensweise ist ein Beispiel:
Wird ein Luftstrom A mit 2.000 kg/h und 30 °C; 10 g/kg (Punkt 1) mit dem Luftstrom B mit 1.000 kg/h und 15 °C; 4 g/kg (Punkt 7) gemischt, liegt der Mischpunkt auf der Geraden zwischen den Punkten 1 und 7. Der Abstand des Mischpunktes liegt dabei genau um den Anteil des kalten Luftstromes am Mischstrom vom warmen Punkt entfernt (1.000 kg/h = 1/3 von 1.000 kg/h + 2.000 kg/h = 3.000 kg/h). Da der Einfluss des kalten Luftstromes vom warmen aus abgetragen wird, spricht man vom „abgewandten Hebel“. Somit liegt der Mischpunkt bei 25 °C; 8 g/kg (Punkt 8).

### Luftbefeuchtung

h,x-Diagramm

Die angesaugte Luft aus der Umgebung wird erwärmt. Die Luft hat eine bestimmte Temperatur und enthält eine gewisse Menge Wasser, da Raumluft nie ganz trocken ist. Nun wird diese Luft von einer Heizung im Trockner erhitzt, wodurch sich die relative Luftfeuchte reduziert (roter Pfeil).
Die erwärmte Luft wird in die Trommel geführt. Sie streicht über die Wäsche, dabei verdunstet das Wasser in der Wäsche (Die Luft wird adiabat befeuchtet). Die dafür nötige Verdampfungsenthalpie wird der warmen Luft entzogen. In der Luft sinkt dadurch die Temperatur, gleichzeitig steigt die absolute Wasserbeladungsmenge. Die Enthalpie der Luft bleibt annähernd konstant und kann an den in dem Mollier-Diagramm befindlichen Enthalpie-Linien abgelesen werden (blauer Pfeil).
Die befeuchtete Luft kann dabei bis auf die sogenannte Feuchtkugeltemperatur abgekühlt werden. Ist diese Temperatur erreicht, kann kein Wasser mehr von der Luft aufgenommen werden.

## Internationale Anwendung

psychrometric chart, sea level (101,325 kPa), SI units

Im angelsächsischen Raum wird das „psychrometric chart“ oder „Carrier-Diagramm“ (nach Willis Carrier) verwendet. Hier wird die Wasserbeladung {\displaystyle x} über der Lufttemperatur {\displaystyle t} aufgetragen. Entsprechend ändern sich die Richtungen bei der Darstellung der Luftzustandsänderungen.